# Síita imámok listája
Az alábbi lista a síiták által tisztelt 12 imámot tartalmazza.
| Uralkodó                                  | Uralkodott                      | Neve arabul     | Megjegyzés         |
| ----------------------------------------- | ------------------------------- | --------------- | ------------------ |
| I. Ali (*599. március 17.)                | imám: 632 – †661. január 24.    | علي بن أبي طالب | Kalifa is 656-tól. |
| I. Haszan al-Mudzstabá (*625. március 4.) | imám: 661 – †670. március 30.   | حسن بن علي      | I. Ali fia.        |
| Huszajn al-Sahíd (*626. január 11.)       | imám: 670 – †680. október 13.   | حسین بن علي     | I. Ali fia.        |
| II. Ali Zajn al-Abidin (*659. január 6.)  | imám: 680 – †712. október 20.   | علي بن الحسین   | Husszein fia.      |
| I. Mohammed al-Bákir (*676. december 16.) | imám: 712 – †733. január 31.    | محمد بن علي     | II. Ali fia.       |
| Dzsafar al-Szádik (*702. április 24.)     | imám: 733 – †765. december 8.   | جعفر بن محمد    | I. Mohammed fia.   |
| Musza al-Kádhim (*745. november 6.)       | imám: 765 – †799. szeptember 1. | موسی بن جعفر    | Dzsafar fia.       |
| III. Ali al-Ridá (*765. december 29.)     | imám: 799 – †818. augusztus 23. | علي بن موسی     | Musza fia.         |
| II. Mohammed al-Takí (*811. április 8.)   | imám: 818 – †835. november 24.  | محمد بن علي     | III. Ali fia.      |
| IV. Ali al-Hádí (*828. szeptember 8.)     | imám: 835 – †868. július 1.     | علي بن محمد     | II. Mohammed fia.  |
| II. Haszan al-Aszkarí (*846. december 6.) | imám: 868 – †874. január 4.     | الحسن بن علي    | IV. Ali fia.       |
| III. Mohammed al-Mahdí (*869. július 29.) | imám: 874 – †878?               | محمد بن الحس    | II. Haszan fia.    |

## Családfa
- Lásd:

## Fordítás
- Ez a szócikk részben vagy egészben  a   The Twelve Imams című angol Wikipédia-szócikk fordításán alapul.  Az eredeti cikk szerkesztőit annak laptörténete sorolja fel. Ez a jelzés csupán a megfogalmazás eredetét és a szerzői jogokat jelzi, nem szolgál a cikkben szereplő információk forrásmegjelöléseként.